# Прецел
Прецел (њем. Prötzel) општина је у њемачкој савезној држави Бранденбург. Једно је од 45 општинских средишта округа Меркиш-Одерланд. Према процјени из 2010. у општини је живјело 1.164 становника. Посједује регионалну шифру (AGS) 12064393.

## Географски и демографски подаци
Прецел се налази у савезној држави Бранденбург у округу Меркиш-Одерланд. Општина се налази на надморској висини од 90 метара. Површина општине износи 85,5 km². У самом мјесту је, према процјени из 2010. године, живјело 1.164 становника. Просјечна густина становништва износи 14 становника/km².